# 程童一
程童一（1954年6月—），山东昌乐人，笔名时宁。1969年参加中国人民解放军，中国社会科学院经济系毕业。中国人民解放军中将。

## 生平
曾任南京军区政治部组织部干事、青年处副处长、处长、代理副部长，总政治部组织部青年局副局长、局长、常务局局长，第31集团军副政治委员、第1集团军副政治委员，南京军区联勤部副政治委员等职。1996年，增补为共青团中央常委。2006年6月，任浙江省军区政治委员。2007年2月，任第27集团军政治委员。2011年6月，任北京军区副政治委员。2012年12月兼任北京军区政治部主任。2016年1月，任北京军区善后办政委。
1995年，其作品《开埠》获首届鲁迅文学奖。
2012年晋升中国人民解放军中将军衔。